# Christopher Abbott
Christopher Jacob Abbott, född 1 februari 1986 i Greenwich i Connecticut, är en amerikansk skådespelare.  
Abbott filmdebuterade i Martha Marcy May Marlene (2011). Andra noterbara filmer han har varit med i är Hello I Must Be Going (2012) och The Sleepwalker (2014). År 2015 spelade Abbott titelkaraktären i den kritikerrosade filmen James White. 
Abbott är mest känd för sina roller som Charlie Dattolo i HBO:s komedi-drama-serie Girls och som Mason Tannetti i den första säsongen av The Sinner. Han har också haft en omfattande teaterkarriär både Broadway och Off-Broadway-produktioner. 
År 2018 porträtterade han astronauten David Scott i biografifilmen First Man. 

## Uppväxt och utbildning
Abbott föddes i Greenwich, Connecticut, som andra barn till Orville och Anna (född Servidio) Abbott. Han har en äldre syster, Christina. Abbott är av italiensk och portugisisk härkomst och tillbringade sina första år i Chickahominy, ett arbetarklassområde i Greenwich med stark italiensk-amerikansk prägel.  Efter det växte han upp i Stamford, där han bland annat arbetade på en lokal videobutik och i sin väns vinbutik. Abbott gick sedan på Norwalk Community College och började strax efter det att studera skådespelarkonsten på HB Studio. Han flyttade till New York 2006 för att ha närmare till skolan.

## Karriär

### 2008–2012: Tidig karriär
Efter att ha flyttat till New York började Abbott gå på öppna uttagningar samtidigt som han gick i skolan, och fick på så sätt sina två första skådespelarjobb Off-Broadway. Den första pläsen, Good Boys and True, hade premiär våren 2008, skrevs av Roberto Aguirre-Sacasa och regisserades av Scott Ellis. Den handlade om en skandal på en privatskola, och Abbott spelade huvudpersonens ( Brian J. Smith ) homosexuella bästa vän Justin. Den andra pjäsen, Mouth to Mouth, hade premiär hösten 2008 och skrevs av Kevin Elyot. Mark Brokaw regisserade den här sarkastiska, sorgliga pjäsen om gränserna för vänskap och familj där Abbott spelade den sympatiska 15-årige sonen till Laura ( Lisa Emery ). Abbott fick positiva recensioner för båda produktionerna. Efter det här hade Abbott ett par gästroller; i komediserien Sjuksköterska Jackie och i polisserien Law & Order: Criminal Intent. Under 2010 spelade Abbott mot Cristin Milioti och Laila Robins i pjäsen That Face på Manhattan Theatre Club.
Abbott gjorde sin långfilmsdebut 2011, i thrillern Martha Marcy May Marlene, där han spelade mot Elizabeth Olsen. Filmen skrevs och regisserades av Sean Durkin, och hade premiär på 2011 Sundance Film Festival varefter den släpptes begränsat i USA den 21 oktober 2011. Den fick positiva recensioner. Samma år gjorde Abbott sin Broadway-debut i nypremiären av pjäsen The House of Blue Leaves med Ben Stiller och Edie Falco. Den regisserades av David Cromer och hade premiär i april 2011. Abbott spelade den surmulne, nyligen inkallade sonen Ronnie Shaughnessy, och fick positiva recensioner.

### 2012–:Girlsoch filmroller
Under 2012 spelade Abbott mot Melanie Lynskey i komedi-dramafilmen Hello I Must Be Going, som hade premiär på 2012 Sundance Film Festival, och kom ut på biograferna i USA den 7 september 2012. Kritikern Roger Ebert berömde både filmen och Abbots prestation. Abbott fick senare allmän uppskattning för sin roll som Marnies (Allison Williams) söta, fogliga pojkvän, Charlie Dattolo i HBO:s komedi-dramaserie Girls. Abbott bestämde sig för att lämna serien efter sista avsnittet av säsong två, vilket chockerade seriens fans. Abbott uppgav att anledningen till att han lämnade serien var att han inte kunde relatera till karaktären. Innan han lämnade Girls, spelade Abbott i en serie kortfilmer med modellen/skådespelerskan Sheila Márquez för Free People och hade en gästroll i ett avsnitt av komedi-drama serien Enlightened med Luke Wilson.
Efter att ha lämnat serien, återvände Abbott hösten 2013 till teatern, i pjäsen Where We're Born av Lucy Thurber på Rattlestick Playwrights Theatre. Jackson Gay regisserade pjäsen där Abbott spelade i en rollbesättning med bland andra Betty Gilpin. Abbott fick positiva recensioner för sin roll som Tony. 2014 medverkade Abbott i dramafilmen The Sleepwalker, som hans goda vän Brady Corbet var med och skrev. Den hade sin premiär i tävlan om att vinna kategorin amerikansk dramatik vid 2014 Sundance Film Festival den 20 januari 2014. Filmens recensioner var blandade till positiva. Abbott spelade även mot Sam Rockwell och Nina Arianda i uppsättningen av Sam Shepards pjäs Fool for Love på Williamstown Theatre Festival 2014 och fick positiva recensioner för sin rollprestation i Daniel Aukins regi. I sin andra film under 2014 spelade Abbott rollen som Louis Servidio i JC Chandors brottsdramafilm A Most Violent Year. I filmen medverkade stjärnor som Oscar Isaac och Jessica Chastain, och den hade sin världspremiär på AFI Fest den 6 november 2014 på Dolby Theatre i Hollywood och släpptes sedan begränsat den 31 december 2014.
På hösten 2015 spelade Abbott rollen som Elias Schreiber-Hoffman i Annie Baker-pjäsen John, mot Georgia Engel och Lois Smith. Regisserad av Sam Gold spelades den på Signature Theatre. Abbotts insats fick positiva recensioner och pjäsen valdes ut som en av de bästa pjäserna 2015 av The New York Times. Abbott spelade därefter titelrollen i dramat James White, med Cynthia Nixon, regisserad av Josh Mond. Filmen hade premiär på Sundance Film Festival den 23 januari 2015. Den fick positiva recensioner och Abbott nominerades till Independent Spirit Award for Best Male Lead.
Under 2016, hade Abbott en av huvudrollerna i krigskomedin Whiskey Tango Foxtrot, med Tina Fey och Martin Freeman. Filmen släpptes den 4 mars 2016. Abbott återvände också för ett avsnitt av Girls, i seriens femte säsong. Avsnittet fick positiv kritik och hyllades som ett av seriens bästa avsnitt någonsin. Sommaren 2016 samarbetade Abbott med Marisa Tomei i Trip-Cullman-uppsättningen av Tennessee Williams The Rose Tattoo på Williamstown Theatre Festival, där Abbott fick positiva recensioner. Han och Olivia Cooke spelade huvudrollerna i den amerikanska indiefilmen Katie Says Goodbye (2016), som hade premiär på 2016 Toronto International Film Festival.
Abbott spelade med Joel Edgerton och Riley Keough i Trey Edward Shults skräckfilm It Comes at Night, som släpptes den 9 juni 2017. Han, Jessica Biel och Bill Pullman hade huvudrollerna i tv-serien The Sinner, som kom ut 2017.

## Privatliv
Abbott bor i New York. Han har sagt att John Cassavetes är hans förebild för den typ av kreativt liv som han vill leva.

## Filmografi

### Filma
| År   | Titel                    | Roll                              | anteckningar     |
| ---- | ------------------------ | --------------------------------- | ---------------- |
| 2011 | Martha Marcy May Marlene | Max                               |                  |
| 2012 | Hello I Must Be Going    | Jeremy                            |                  |
| 2012 | Father/Son               | Oliver                            | Kortfilm         |
| 2012 | Art Machine              | Cap'n Tar                         |                  |
| 2013 | Roshambo                 | Chris                             | Kort video       |
| 2013 | All That I Am            | Christian                         |                  |
| 2013 | The Exit Room            | Joseph                            | Kortfilm         |
| 2014 | The Sleepwalker          | Andrew                            |                  |
| 2014 | A Most Violent Year      | Louis Servidio                    |                  |
| 2015 | James White              | James White                       |                  |
| 2015 | The Girlfriend Game      | Henry (röst)                      | Kortfilm         |
| 2015 | Criminal Activities      | Warren                            |                  |
| 2016 | Whisky Tango Foxtrot     | Fahim Ahmadzai                    |                  |
| 2016 | Katie says Goodbye       | Bruno                             |                  |
| 2017 | Sweet Virginia           | Elwood                            |                  |
| 2017 | It Comes at Night        | Will                              |                  |
| 2018 | Tyrel                    | Johnny                            |                  |
| 2018 | Piercing                 | Reed                              |                  |
| 2018 | First Man                | David Scott                       |                  |
| 2018 | Vox Lux                  | Journalisten                      |                  |
| 2019 | FULL-Dress               | Nick / Chris                      | Efterbearbetning |
| 2020 | Possessor                |                                   | Efterbearbetning |
| 2023 | Poor Things              | Sir Aubrey de la Pole Blessington |                  |
| 2024 | Kraven the Hunter        | The Foreigner                     |                  |
| 2025 | Wolf Man                 | Larry Talbot                      |                  |

### Tv
| År        | Titel                        | Roll            | anteckningar                          |
| --------- | ---------------------------- | --------------- | ------------------------------------- |
| 2009      | Nurse Jackie                 | Andy Singer     | Avsnitt: "Pill-O-Matix"               |
| 2010      | Law & Order: Criminal Intent | Kyle Wyler      | Avsnitt: "Lost Children of the Blood" |
| 2012–2016 | Girls                        | Charlie Dattolo | 13 avsnitt                            |
| 2013      | Enlightened                  | Travis          | Avsnitt: "Higher Power"               |
| 2017      | The Sinner                   | Mason Tannetti  | Huvudroll; 7 avsnitt                  |
| 2019      | Catch-22                     | John Yossarian  | Huvudroll; 6 avsnitt                  |

## Teater
| År   | Titel                    | Roll                    | Teater                          | anteckningar |
| ---- | ------------------------ | ----------------------- | ------------------------------- | ------------ |
| 2008 | Good Boys and True       | Justin                  | Second Stage Theatre            | [ 47 ]       |
| 2008 | Mouth to Mouth           | Phillip                 | Acorn Theatre                   | [ 48 ]       |
| 2010 | That Face                | Henry                   | Manhattan Theatre Club          | [ 49 ]       |
| 2011 | The House of Blue Leaves | Ronnie Shaughnessy      | Walter Kerr Theatre             | [ 50 ]       |
| 2013 | Where We're Born         | Tony                    | Rattlestick Playwrights Theatre | [ 51 ]       |
| 2014 | Fool for Love            | Martin                  | Williamstown Theater Festival   | [ 52 ]       |
| 2015 | John                     | Elias Schreiber-Hoffman | Signature Theatre               | [ 53 ]       |
| 2016 | The Rose Tattoo          | Alvaro Mangiacavallo    | Williamstown Theater Festival   | [ 54 ]       |

## Utmärkelser och nomineringar
| År   | Tilldela                               | Kategori                                                      | Arbete | Resultat  |
| ---- | -------------------------------------- | ------------------------------------------------------------- | --- | --------- |
| 2011 | Gotham Award                           | Best Ensemble Cast                                            | Martha Marcy May Marlene Delad med Elizabeth Olsen, Brady Corbet, Hugh Dancy, Maria Dizzia, Julia Garner, John Hawkes, Louisa Krause, Sarah Paulson | Nominerad |
| 2013 | SXSW Film Festival                     | Ensemble Cast                                                 | All that I am delas med Gaby Hoffmann, Christopher McCann, Dan Bittner, Emily Fleischer, Jacinta Puga, Carlos Puga                                  | Vann      |
| 2015 | Chicago Film Critics Association       | Bästa skådespelare                                            | James White | Nominerad |
| 2015 | Chicago International Film Festival    | Emerging Artist Award                                         | James White | Vann      |
| 2015 | Detroit Film Critics Society           | Bästa skådespelare                                            | James White | Nominerad |
| 2015 | Gotham Award                           | Bästa skådespelare                                            | James White | Nominerad |
| 2015 | Hamptons International Film Festival   | Ny Artist                                                     | James White | Vann      |
| 2016 | Independent Spirit Awards              | Bästa manliga huvudroll                                       | James White | Nominerad |
| 2016 | International Cinephile Society Awards | Bästa skådespelare                                            | James White | Nominerad |
| 2016 | Berkshire Theatre Award                | Enastående prestation av en manlig skådespelare - Stor teater | The Rose Tattoo | Nominerad |